# Festival international du film fantastique d'Avoriaz 1982
Le Festival international du film fantastique d'Avoriaz 1982 est le 10e Festival international du film fantastique d'Avoriaz. Il s'est tenu du 16 au 23 janvier,.

## Jury
- Jeanne Moreau (présidente)
- René Clément (représentant le jury du 1er festival)
- Aleksandar Petrović (représentant le jury du 2ème festival)
- César (représentant le jury du 3ème festival)
- Iannis Xenakis (représentant le jury du 4ème festival)
- Steven Spielberg (représentant le jury du 5ème festival)
- Jeanne Moreau (représentant le jury du 6ème festival)
- Georges Conchon (représentant le jury du 7ème festival)
- Donald Sutherland (représentant le jury du 8ème festival)
- Fernando Rey (représentant le jury du 9ème festival)

### Nouveaux membres
- Jacques Demy
- Brian De Palma
- Pierre Richard
- Ugo Tognazzi
- Marina Vlady
- John Boorman
- Sean Connery

## Sélection

### Compétition

#### Longs métrages
- À travers les ronces vers les étoiles (Cherez ternii k zvyozdam) de Richard Viktorov ( Union soviétique)
- L'Ange de la vengeance (Ms. 45) d'Abel Ferrara ( États-Unis)
- Les Brumes de l'été (Kagero-za) de Seijun Suzuki ( Japon)
- Le Fantôme de Milburn (Ghost Story) de John Irvin ( États-Unis)
- La Ferme de la terreur (Deadly Blessing) de Wes Craven ( États-Unis)
- La Galaxie de la terreur (Galaxy of Terror) de Bruce Clark ( États-Unis)
- La Guerre des mondes (Wojna swiatów - nastepne stulecie) de Piotr Szulkin ( Pologne)
- L'Incroyable Alligator (Alligator) de Lewis Teague ( États-Unis)
- Litan : La Cité des spectres verts de Jean-Pierre Mocky ( France)
- Looker de Michael Crichton ( États-Unis)
- Mad Max 2 : Le Défi de George Miller ( Australie)
- La Main du cauchemar (The Hand) d'Oliver Stone ( États-Unis)
- Mémoires d'une survivante (Memoirs of a Survivor) de David Gladwell ( Royaume-Uni)
- Meurtres à la St-Valentin (My Bloody Valentine) de George Mihalka ( Canada)
- Venin (Venom) de Piers Haggard ( Royaume-Uni)
- Wolfen de Michael Wadleigh ( États-Unis)

#### Courts métrages
- L'Avant-dernier de Luc Besson
- Les Filles de l’égalité de Michel Ocelot
- Le Rat noir d'Amérique de Jérôme Enrico
- Rendez-vous hier de Gérard Marx
- Le Motard de l'apocalypse de Richard Olivier
- Synapses de René Lalanne
- Arms de Philippe Charigot
- Le Voyage d'hiver de Frédéric de Foucaud
- La Comète de Catherine Cohen
- Barbe Bleue d'Olivier Gilon

### Hors compétition
- Je tue il de Pierre Boutron ( France)
- Pimak de Doo-yong Lee ( Corée du Sud)
- Pleine lune de Jean-Pierre Richard ( France)

## Palmarès
- Grand prix : Mad Max 2 : Le Défi de George Miller
- Prix spécial du jury : Wolfen de Michael Wadleigh et Mémoires d'une survivante (Memoirs of a Survivor) de David Gladwell
- Mention spéciale : La Guerre des mondes (Wojna swiatów - nastepne stulecie) de Piotr Szulkin
- Prix de la critique : Litan : La Cité des spectres verts de Jean-Pierre Mocky
- Antenne d'or : Mémoires d'une survivante (Memoirs of a Survivor) de David Gladwell